# Scutellaria baicalensis
Шоломниця байкальська (лат. Scutellaria baicalensis) — рослина родини глухокропивові (Lamiaceae).
Природний ареал виду — район Байкалу, Монголія, Корея, Північ Китаю, Приамур'я, Приморський край.
Багаторічна трав'яниста рослина з дрібним листям і фіолетовими дзвінковими двугубими квітками.

## Застосування
Шоломниця байкальська не є фармакопейною рослиною, але широко застосовується в народній медицині і гомеопатії.
У китайській медицині це одна з 50 найважливіших рослин.
Уповільнює ріст пухлинних клітин, має цілющий вплив на ЦНС, знімає напади епілепсії.